# Charge baryonique
La charge baryonique est une propriété intrinsèque portée par les particules composées d'un ou de plusieurs quarks. Il ne faut pas confondre la charge électrique avec la charge baryonique qui sont deux nombres quantiques différents. L'électron n'est pas composé de quarks, il n'aura donc aucune charge baryonique.

## Valeurs
La charge baryonique d'un quark U (u,c,t) ou D (d,s,b) est de +1/3. Pour un anti-quark, on inverse le signe de la charge baryonique : -1/3.
Les mésons étant composés d'un quark et d'un anti-quark, leur charge baryonique vaut toujours zéro. D'où le nom baryonique car seuls les baryons auront une charge non nulle et entière.
La charge baryonique d'un baryon (composition de trois quarks) vaut donc +1. Celle d'un anti-baryon (composition de trois anti-quarks) vaut -1.